# Liste der Einträge im National Register of Historic Places im Langlade County

Lage des Langlade County in Wisconsin

Die Liste der Einträge im National Register of Historic Places im Langlade County in Wisconsin führt alle Bauwerke und historischen Stätten im Langlade County auf, die in das National Register of Historic Places aufgenommen wurden.
| [ 2 ] | Name                                      | Bild                                      | Eintragsdatum        | Lage                                            | Ort    | Beschreibung |
| ----- | ----------------------------------------- | ----------------------------------------- | -------------------- | ----------------------------------------------- | ------ | --- |
| 1     | Antigo Depot                              | Antigo Depot                              | 1992 ID-Nr. 92000029 | 522 Morse Street 45° 8′ 22,9″ N, 89° 9′ 24,1″ W | Antigo | 1907 im neoklassizistischen Stil errichteter früherer Bahnhof der Chicago and North Western Railway; heute Apartments |
| 2     | Antigo Opera House                        | Antigo Opera House                        | 1984 ID-Nr. 84003699 | 1016 5th Avenue 45° 8′ 27″ N, 89° 9′ 31″ W      | Antigo | 1904 im neoklassizistischen Stil errichtetes Theater; im Ersten Weltkrieg als Arsenal benutzt; heute Apartments       |
| 3     | Antigo Post Office                        | Antigo Post Office                        | 2000 ID-Nr. 00001255 | 501 Clermont Street 45° 8′ 20″ N, 89° 9′ 16″ W  | Antigo | 1916 im neoklassizistischen Stil errichtetes Gebäude                                                                  |
| 4     | Antigo Public Library and Deleglise Cabin | Antigo Public Library and Deleglise Cabin | 1978 ID-Nr. 78000115 | 404 Superior Street 45° 8′ 17″ N, 89° 9′ 10″ W  | Antigo | 1904 errichtete Carnegie-Bibliothek; heute Museum und Hauptquartier der Langlade County Historical Society            |
| 5     | Langlade County Courthouse                | Langlade County Courthouse                | 1977 ID-Nr. 77000034 | 800 Clermont Street 45° 8′ 38″ N, 89° 9′ 18″ W  | Antigo | 1905 im neoklassizistischen Stil errichtetes Justiz- und Verwaltungsgebäude des Langlade County                       |